# Boldklubben af 1893
Boldklubben af 1893, o semplicemente B 93, è una squadra di calcio danese con sede in Copenaghen che nella stagione 2023/2024 gioca nella 1. Division, corrispondente al secondo livello del campionato.
Ha vinto la prima edizione nel campionato danese sotto la denominazione 1. division alla fine della seconda guerra mondiale.

## Storia
Fondata nel 1893, vince per nove volte il titolo danese, e nel 1982 la Coppa Nazionale. Proprio in virtù di questa vittoria partecipa alla Coppa delle Coppe 1982-1983, dove, dopo aver superato il primo turno, viene eliminata agli ottavi di finale dai belgi del Genk.

## Palmarès
- Campionato danese: 9  (1915-1916, 1926-1927, 1928-1929, 1929-1930, 1933-1934, 1934-1935, 1938-1939, 1941-1942, 1945-1946)
- Coppa di Danimarca: 1 (1982)
- 2. Division: 2

1992, 1993